# Sofia Neuparth
Sofia Neuparth (Lisboa, 1962), é uma bailarina, coreógrafa e investigadora portuguesa. Fundou o CEM (Centro Em Movimento), fez parte do grupo de fundadores da Associação Portuguesa para a Dança (APPD) e da da REDE (Associação de Estruturas para a Dança Contemporânea). Em 2008, a Marcha de Marvila ganhou o Concurso das Marchas Populares de Lisboa com uma coreografia sua.   

## Biografia
Sofia Neuparth nasceu em 1962, na capital portuguesa.  Começa por ter aulas de dança com Anna Mascolo e Teresa Rego Chaves e mais tarde estuda dança clássica com Tony Hulbert.  Estagia em várias escolas de dança contemporânea, onde tem a oportunidade de trabalhar com vários artistas, nomeadamente Karen Burgin, Robert North, Kazuku Hirabayashi, entre outros. 
Em 1980, vai estagiar em Arnhen, na European Dance Deveploment Center.  Acaba a dar as aulas que eram da co-directora da escola, Mary Fulkerson.  Estuda ainda com outros nomes da dança, como Martha Moore, Steve Paxton e Simone Forti.
Fundou o CEM (Centro Em Movimento), fez parte do grupo de fundadores da Associação Portuguesa para a Dança (APPD) e da da REDE (Associação de Estruturas para a Dança Contemporânea). 
Em 2008, a Marcha de Marvila ganhou o Concurso das Marchas Populares de Lisboa com uma coreografia sua.